# Andrej Tomažin
Andrej Tomažin, slovenski pisatelj, pesnik in novinar, * 2. december 1988, Ljubljana.

## Življenje
Andrej Tomažin je zaključil študij primerjalne književnosti in slovenistike na Filozofski fakulteti v Ljubljani. Je član Društva slovenskih pisateljev. Bil je član uredništev revije Idiot in Radia Študent. Sodeluje z revijo za sodobno umetnost Šum.

## Literarno delo
Prozni prvenec Stramorjevi koraki (2014) je bil v ožjem izboru za nagrado SKS za najboljši prvenec leta 2014. Knjiga je za slovensko književnost s svojo inovativno leksiko in gosto ter hkrati živo govorico predstavljala novost. Stramorjevi koraki se ukvarjajo z razmerjem med mestom in podeželjem, na ravni forme ukinja pa distinkcijo med urbanim srednjim razredom in kmeti, podeželskim srednjim razredom. Od bralcev zahteva obilico potrpljenja in bralskega napora, uporablja namreč ustrezne področne govorice, pa tudi ozko usmerjene žargone.
V Črvih (2016) spremljamo zgodbo dveh fantov. Črvi so antiroman in antidrama. Gre za sliko časa in literature. O njih je težko govoriti s stališča ustaljenega literarnokritiškega pisanja.
V zbirki Anonimna tehnologija (2018) se Tomažin osredotoča na razmerje med človekom in tehnologijo, pogosto briše mejo med organskim in umetnim ter tematizira svet po spodletelem genskem inženiringu, narkomaniji in digitalni virtualizaciji. Knjiga vsebuje devet spekulativnih zgodb in je bila nominirana za nagradi kritiško sito in novo mesto. V njej Tomažin razvije vizijo sveta, kjer človeško in tehnološko prehajata drugo v drugo, z izrazito mračnim, posthumanističnim tonom. Sam avtor svoje pisanje označi kot delo, kjer je težko karkoli imenovati organsko.
Pesniška zbirka Izhodišča (2018) tematizira razmerje med jezikom, subjektom in sodobnim tehnološkim svetom. Po oceni Veronike Šoster je Tomažin »najbolj vpet v tukaj in zdaj«, saj v pesmih obravnava vpliv digitalnih tehnologij in sprememb, ki jih te prinašajo. Zbirka se začne z razdelkom »Posvetila«, s katerim avtor subtilno uvede eno osrednjih tem – pisanje. Pesmi so grajene iz filozofskih fragmentov, eksperimentov in (samo)refleksije, ob tem pa, kot zapiše Anže Okorn, tvorijo »miselni trapez«, ki zavrača dokončno razlago in vabi k večplastnemu branju.

### Romani
- Črvi (2016, Litera) (COBISS)

### Kratka proza
- Anonimna tehnologija (2018, LUD Literatura) (COBISS)
- Stramorjevi koraki (2014, Litera) (COBISS)

### Poezija
- Izhodišča (2018, Hiša poezije) (COBISS)